# Списак српских родољубивих пјесама
Списак српских родољубивих пјесама подразумијева пјесме, како компоноване за музику тако и књижевна дјела, са израженим родољубивим мотивима и темама.

## Списак
| Назив пјесме                                                  | Творац                                                          | Година                                      |
| ------------------------------------------------------------- | --------------------------------------------------------------- | ------------------------------------------- |
| Ми знамо судбу                                                | Алекса Шантић                                                   | 1907.                                       |
| Не чува се тако образ и поштење                               | Алекса Шантић                                                   |                                             |
| О земљо моја                                                  | Алекса Шантић                                                   |                                             |
| Српска беспућа                                                | Алекса Шантић                                                   |                                             |
| Молитва мале Зорице                                           | Алекса Шантић                                                   | 1887.                                       |
| Србину                                                        | Алекса Шантић                                                   | 1887.                                       |
| Рањеник                                                       | Алекса Шантић                                                   |                                             |
| Кајмакчалан                                                   | Алекса Шантић                                                   | 1888.                                       |
| Пред иконом Светог Саве                                       | Алекса Шантић                                                   | 1888.                                       |
| Ноћна пјесма малијех Српкиња                                  | Алекса Шантић                                                   | 1888.                                       |
| Србадији                                                      | Алекса Шантић                                                   | 1889.                                       |
| Пепео Светог Саве                                             | Алекса Шантић                                                   | 1889.                                       |
| Моје Српство                                                  | Алекса Шантић                                                   | 1889.                                       |
| Црв                                                           | Алекса Шантић                                                   |                                             |
| Србиново оружје                                               | Алекса Шантић                                                   |                                             |
| Српском оцу                                                   | Алекса Шантић                                                   |                                             |
| Српска химна                                                  | Алекса Шантић                                                   | 1905.                                       |
| Орлуј, кликћи, орле бели!                                     | Алекса Шантић                                                   |                                             |
| Призрене стари                                                | Алекса Шантић                                                   |                                             |
| Јутро на Косову                                               | Алекса Шантић                                                   |                                             |
| Молитва                                                       | Алекса Шантић                                                   |                                             |
| Остајте овдје...                                              | Алекса Шантић                                                   |                                             |
| Бока                                                          | Алекса Шантић                                                   |                                             |
| Моја отаџбина                                                 | Алекса Шантић                                                   |                                             |
| Слобода                                                       | Алекса Шантић                                                   |                                             |
| Отаџбино, гдје си?                                            | Алекса Шантић                                                   |                                             |
| Изгнаник                                                      | Алекса Шантић                                                   |                                             |
| О, класје моје...                                             | Алекса Шантић                                                   |                                             |
| Мастодонти                                                    | Александар Вучо                                                 | 1951.                                       |
| Песме отпевателне                                             | Андоније Рафаил Епакитит                                        | XV век                                      |
| Калимегдан                                                    | Арон Нинчић                                                     | 1866.                                       |
| Певај Србијо                                                  | Баја Мали Книнџа                                                | 2012.                                       |
| Свиће зора                                                    | Београдски Синдикат                                             | 2020.                                       |
| Догодине у Призрену                                           | Београдски Синдикат                                             | 2018.                                       |
| У сенци родослава                                             | Борислав Радовић                                                |                                             |
| Митска прича                                                  | Борислав Радовић                                                |                                             |
| Посебно место                                                 | Борислав Радовић                                                |                                             |
| Успаванка за мајку                                            | Бранко В. Радичевић                                             |                                             |
| Војничка песма II                                             | Бранко В. Радичевић                                             | 1961.                                       |
| Домовина                                                      | Бранко Миљковић                                                 |                                             |
| Requiem                                                       | Бранко Миљковић                                                 | 1959.                                       |
| Одбрана земље                                                 | Бранко Миљковић                                                 | 1959.                                       |
| Југославија                                                   | Бранко Миљковић                                                 | 1959.                                       |
| Путник на уранку                                              | Бранко Радичевић                                                |                                             |
| Сунашце јасно                                                 | Бранко Радичевић                                                |                                             |
| Ђачки растанак                                                | Бранко Радичевић                                                |                                             |
| Босна                                                         | Бранко Ћопић                                                    |                                             |
| Уна, ријека завичајна                                         | Бранко Ћопић                                                    |                                             |
| Пјесма мртвих пролетера                                       | Бранко Ћопић                                                    |                                             |
| Гроб у житу                                                   | Бранко Ћопић                                                    |                                             |
| Сербија и Сербљем                                             | Василије Суботић                                                |                                             |
| Запис о земљи                                                 | Васко Попа                                                      |                                             |
| Косово поље                                                   | Васко Попа                                                      |                                             |
| Косовска песма                                                | Васко Попа                                                      |                                             |
| Запевка                                                       | Васко Попа                                                      |                                             |
| Бојовници са Косова                                           | Васко Попа                                                      |                                             |
| Гроб Растка                                                   | Васко Попа                                                      |                                             |
| Браним                                                        | Васко Попа                                                      |                                             |
| Сентандреји                                                   | Васко Попа                                                      |                                             |
| Гребенац                                                      | Васко Попа                                                      |                                             |
| Црни Ђорђе                                                    | Васко Попа                                                      |                                             |
| Ћеле-кула                                                     | Васко Попа                                                      |                                             |
| Отаџбини                                                      | Велимир Рајић                                                   |                                             |
| Сфинга                                                        | Масука Живојиновић                                              |                                             |
| Српска земља                                                  | Вељко Петровић                                                  |                                             |
| Авали                                                         | Вељко Петровић                                                  |                                             |
| Верујте прво                                                  | Вељко Петровић                                                  |                                             |
| О теби, мила...                                               | Вељко Петровић                                                  |                                             |
| Орлушини                                                      | Вељко Петровић                                                  |                                             |
| Фрушка Горо Србину си лепа                                    | Веселин Грујић Веса                                             | 1992.                                       |
| Химна Светом Сави                                             | владика вршачки Јован Глигоријевић                              | 1735.                                       |
| Молитва                                                       | Владимир Станимировић                                           |                                             |
| Нек види душман                                               | Владимир Васић                                                  |                                             |
| Уздах са Дунава                                               | Владислав Петковић Дис                                          |                                             |
| Наши дани                                                     | Владислав Петковић Дис                                          |                                             |
| Цветови славе                                                 | Владислав Петковић Дис                                          |                                             |
| Просто име                                                    | Владислав Петковић Дис                                          |                                             |
| Звона на јутрење                                              | Владислав Петковић Дис                                          |                                             |
| Споменик                                                      | Владислав Петковић Дис                                          |                                             |
| Над Београдом                                                 | Војислав Илић                                                   |                                             |
| Домовина                                                      | Војислав Илић                                                   |                                             |
| Разговор младе Србадије са отаџбином                          | Војислав Илић                                                   |                                             |
| Српкињица                                                     | Војислав Илић                                                   |                                             |
| Растко                                                        | Војислав Илић                                                   |                                             |
| У ноћи                                                        | Војислав Илић                                                   |                                             |
| Заветна жеља др Рајса                                         | Војислав Илић Млађи                                             |                                             |
| Молитва за српску земљу                                       | Гаврил Стефановић Венцловић                                     |                                             |
| Диван дахија                                                  | Гаврило Ковачевић                                               |                                             |
| Видовдан                                                      | Гордана Лазаревић                                               | 1989.                                       |
| Весели се српски роде                                         | Даница Црногорчевић, свештеник Иван Црногорчевић                | 2020.                                       |
| За живот Српске                                               | Даница Црногорчевић, свештеник Иван Црногорчевић                | 2023.                                       |
| Ко је тај човек                                               | Дара Секулић                                                    |                                             |
| Поглед сбрда                                                  | Дара Секулић                                                    |                                             |
| Ништа нисам избегла                                           | Дара Секулић                                                    |                                             |
| Химна за живот Србије                                         | Двери                                                           | 2011.                                       |
| Шта је српско, то се српски зове!                             | проф. др Драган Вукасовић, проф. Дејан Анђеловић                | 2023.                                       |
| Србија се буди                                                | Десанка Максимовић                                              |                                             |
| Србија је велика тајна                                        | Десанка Максимовић                                              |                                             |
| Крвава бајка                                                  | Десанка Максимовић                                              |                                             |
| Србија у сутону                                               | Десанка Максимовић                                              |                                             |
| Чежња у туђини                                                | Десанка Максимовић                                              |                                             |
| Верујем                                                       | Десанка Максимовић                                              |                                             |
| За земљу, куда                                                | Десанка Максимовић                                              |                                             |
| За песникињу, земљу старинску                                 | Десанка Максимовић                                              |                                             |
| Тражим помиловање                                             | Десанка Максимовић                                              |                                             |
| За војничка гробља                                            | Десанка Максимовић                                              |                                             |
| Спомен на устанак                                             | Десанка Максимовић                                              |                                             |
| Сви моји преци                                                | Добрица Ерић                                                    |                                             |
| Пркосна песма                                                 | Добрица Ерић                                                    |                                             |
| Поносна песма                                                 | Добрица Ерић                                                    |                                             |
| Киша у Србији                                                 | Добрица Ерић                                                    |                                             |
| Востани Сербије                                               | Доситеј Обрадовић                                               | 1804.                                       |
| Песна на инсурекцију Сербијанов                               | Доситеј Обрадовић                                               |                                             |
| За слободом                                                   | Драга Дејановић                                                 |                                             |
| Домовина                                                      | Драган Лукић                                                    |                                             |
| Труба                                                         | Драган Лукић                                                    |                                             |
| Стани, стани Ибар водо                                        | Драгиша Недовић                                                 |                                             |
| Дедино учење                                                  | Драгиша Пењин                                                   |                                             |
| Кнежева клетва                                                | Драгољуб Филиповић                                              | 1938.                                       |
| Бошко Југовић                                                 | Драгољуб Филиповић                                              | 1938.                                       |
| Мртви Југовићи                                                | Драгољуб Филиповић                                              | 1938.                                       |
| Нејаки Ненаде                                                 | Драгољуб Филиповић                                              | 1938.                                       |
| Човек пева после рата                                         | Душан Васиљев                                                   |                                             |
| Жице                                                          | Душан Васиљев                                                   |                                             |
| Домовина                                                      | Душан Васиљев                                                   |                                             |
| Наше ноћи                                                     | Душан Васиљев                                                   |                                             |
| Над вама бдије отаџбина                                       | Душан Костић                                                    |                                             |
| Пјесма Београду                                               | Душан Костић                                                    |                                             |
| Крај Лима, маја 1941.                                         | Душан Матић                                                     |                                             |
| Иде војска                                                    | Душко Радовић                                                   |                                             |
| Србљину                                                       | Ђорђе Малетић                                                   | XIX век                                     |
| Вуковар, град                                                 | Ђорђе Нешић                                                     |                                             |
| Душа града                                                    | Ђорђе Нешић                                                     |                                             |
| Дунав                                                         | Ђорђе Нешић                                                     |                                             |
| Кир Арсеније                                                  | Ђорђе Нешић                                                     |                                             |
| Осврни се, Спаситељу                                          | Ђорђе Нешић                                                     |                                             |
| Манастир Водица у Даљ планини                                 | Ђорђе Нешић                                                     |                                             |
| Прогнаник                                                     | Ђорђе Нешић                                                     |                                             |
| Јевропи                                                       | Ђура Јакшић                                                     |                                             |
| После смрти                                                   | Ђура Јакшић                                                     |                                             |
| Слобода                                                       | Ђура Јакшић                                                     |                                             |
| Осећам                                                        | Ђура Јакшић                                                     |                                             |
| Падајте браћо                                                 | Ђура Јакшић                                                     |                                             |
| Прве жртве                                                    | Ђура Јакшић                                                     |                                             |
| Невеста Пивљанина Баја                                        | Ђура Јакшић                                                     |                                             |
| Две заставе                                                   | Ђура Јакшић                                                     |                                             |
| Једном да...                                                  | Ђуза Радовић                                                    | 1933.                                       |
| У гробу малом                                                 | Еилски монах                                                    | XVI век                                     |
| Слави рода                                                    | Екатерина Браћевачки Јовановић                                  | 1840.                                       |
| Плач Сербији                                                  | Захарије Орфелин                                                | 1762.                                       |
| Београд                                                       | Иван В. Лалић                                                   |                                             |
| Отаџбини                                                      | Јаков Шантић                                                    | 1904.                                       |
| Пламенови                                                     | Јован Грчић Миленко                                             |                                             |
| Припев                                                        | Јован Дошеновић                                                 | 1904.                                       |
| Аве Србија                                                    | Јован Дучић                                                     |                                             |
| На царев рођендан                                             | Јован Дучић                                                     |                                             |
| Вечној Србији                                                 | Јован Дучић                                                     |                                             |
| Химна победника                                               | Јован Дучић                                                     |                                             |
| Хорда                                                         | Јован Дучић                                                     |                                             |
| Херцеговина                                                   | Јован Дучић                                                     |                                             |
| Боже правде                                                   | Јован Ђорђевић                                                  | 1882.                                       |
| Србији                                                        | Јован Илић                                                      |                                             |
| Бранкова жеља                                                 | Јован Јовановић Змај                                            |                                             |
| Деда и унук                                                   | Јован Јовановић Змај                                            |                                             |
| Српска мајка                                                  | Јован Јовановић Змај                                            |                                             |
| Малена сам                                                    | Јован Јовановић Змај                                            |                                             |
| Глас босански                                                 | Јован Јовановић Змај                                            |                                             |
| Видов-дан                                                     | Јован Јовановић Змај                                            |                                             |
| Светли гробови                                                | Јован Јовановић Змај                                            |                                             |
| Јека од гусала                                                | Јован Јовановић Змај                                            |                                             |
| Далекоме граду                                                | Јован Поповић                                                   | 1951.                                       |
| Славији                                                       | Јован Ристић                                                    | 1849.                                       |
| Спомен Видова дана                                            | Јован Стерија Поповић                                           |                                             |
| Даворје на пољу Косову                                        | Јован Стерија Поповић                                           |                                             |
| Елегија на Косову                                             | Јован Суботић                                                   |                                             |
| Убавој нам Црној Гори                                         | Јован Сундечић                                                  |                                             |
| Не дајмо се                                                   | Јован Сундечић                                                  |                                             |
| Страданије српско године 1813.                                | Јован Хаџић                                                     |                                             |
| Ода моме роду                                                 | Јован Хаџић                                                     | 1855.                                       |
| Пролог за Горски Вијенац                                      | Лаза Костић                                                     |                                             |
| Моја дангуба                                                  | Лаза Костић                                                     |                                             |
| Еј, ропски свете!                                             | Лаза Костић                                                     |                                             |
| Разговор с увученом српском заставом у мађистрату новосадском | Лаза Костић                                                     |                                             |
| Ој Србијо, мила мати                                          | Лука Сарић                                                      | 1860. год. (текст) 1891. год. (композиција) |
| Глас народољупца                                              | Лукијан Мушицки                                                 |                                             |
| Вуку Стефановићу, Сербљанину од Сербљанина                    | Лукијан Мушицки                                                 |                                             |
| Домовина се брани лепотом                                     | Љубивоје Ршумовић                                               |                                             |
| Зеленгора                                                     | Љубиша Јоцић                                                    | 1963.                                       |
| Небо је високо Србијо                                         | Љубомир Љуба Манасијевић                                        |                                             |
| Теби само                                                     | Љубомир Ненадовић                                               |                                             |
| Песма косовских јунака                                        | Љубомир Симовић                                                 |                                             |
| Родољубива песма                                              | Љубомир Симовић                                                 |                                             |
| Питалице                                                      | Љубомир Симовић                                                 |                                             |
| Слово о светлости                                             | Љубомир Симовић                                                 |                                             |
| Источнице                                                     | Љубомир Симовић                                                 |                                             |
| Ћуталица                                                      | Љубомир Симовић                                                 |                                             |
| Вага Вука Караџића                                            | Љубомир Симовић                                                 |                                             |
| Пукни зоро                                                    | Магнифико                                                       |                                             |
| Косово поље                                                   | Матија Бећковић                                                 |                                             |
| Ја сам момче са Косова                                        | Милан Васић                                                     | 2020.                                       |
| Ђурђевска песма                                               | Милан Дединац                                                   | 1964.                                       |
| Шлеско бденије                                                | Милан Дединац                                                   | 1964.                                       |
| На Гази-Местану                                               | Милан Ракић                                                     |                                             |
| Наслеђе                                                       | Милан Ракић                                                     |                                             |
| Јефимија                                                      | Милан Ракић                                                     |                                             |
| Далеки Хиландар                                               | Милица Бакрач                                                   |                                             |
| Последње врсте                                                | Милица Стојадиновић Српкиња                                     | 1869.                                       |
| Певам песму                                                   | Милица Стојадиновић Српкиња                                     | 1869.                                       |
| Песна                                                         | Милован Видаковић                                               |                                             |
| Ђе су Срби ту сам и ја                                        | Миломир Миљанић Миљан                                           | 2023.                                       |
| Играле се делије                                              | Милорад М. Петровић                                             | 1919.                                       |
| Варварин                                                      | Милорад М. Петровић                                             |                                             |
| Брод                                                          | Милорад Панић Суреп                                             |                                             |
| Очајник                                                       | Милорад Поповић Шапчанин                                        |                                             |
| Тамо далеко                                                   | Милосав Јелић                                                   |                                             |
| Шљива српска                                                  | Милосав Тешић                                                   |                                             |
| Југославији Архивирано на веб-сајту (1. фебруар 2021)         | Милош Црњански                                                  |                                             |
| Ламент над Београдом                                          | Милош Црњански                                                  |                                             |
| Serbia                                                        | Милош Црњански                                                  |                                             |
| Дитирамб                                                      | Милош Црњански                                                  |                                             |
| Химна                                                         | Милош Црњански                                                  |                                             |
| Народни вез                                                   | Милош Црњански                                                  |                                             |
| Гротеска                                                      | Милош Црњански                                                  |                                             |
| Споменик Принципу                                             | Милош Црњански                                                  |                                             |
| Вечни слуга                                                   | Милош Црњански                                                  |                                             |
| Плава гробница                                                | Милутин Бојић                                                   |                                             |
| Светиње                                                       | Милутин Бојић                                                   |                                             |
| Без домовине                                                  | Милутин Бојић                                                   |                                             |
| Молитва                                                       | Милутин Бојић                                                   |                                             |
| Земља Олује                                                   | Милутин Бојић                                                   |                                             |
| Одлазак                                                       | Милутин Бојић                                                   |                                             |
| Вечни слуга                                                   | Милутин Бојић                                                   |                                             |
| Родољубива песма                                              | Милан Ћурчин                                                    |                                             |
| Отачаство                                                     | Милан Кујунџић Абердар                                          | 1860.                                       |
| Дух косовског витеза                                          | Милета Јакшић                                                   |                                             |
| Збор кнежев уочи битке                                        | Миодраг Павловић                                                | 1963.                                       |
| Одбрана нашег града                                           | Миодраг Павловић                                                | 1963.                                       |
| Прича о мојој земљи                                           | Мира Алечковић                                                  |                                             |
| У мразовита јутра                                             | Мира Алечковић                                                  |                                             |
| Ми смо остали                                                 | Мира Алечковић                                                  |                                             |
| Сутјеска                                                      | Мирко Бањевић                                                   | 1961.                                       |
| Карађорђе                                                     | Мирко Королија                                                  |                                             |
| Шишатовац                                                     | Мирко Королија                                                  |                                             |
| Канцона Наде и спремања                                       | Мирко Королија                                                  |                                             |
| Српкињица једна мала                                          | Мирко Рондовић                                                  |                                             |
| Ја мишља'                                                     | Мита Поповић                                                    |                                             |
| Труба                                                         | Момчило Настасијевић                                            |                                             |
| Туга у камену                                                 | Момчило Настасијевић                                            |                                             |
| Домовина                                                      | Момчило Тешић                                                   |                                             |
| Босанске даворије                                             | Медо Пуцић                                                      | 1879.                                       |
| Јован Бабунски                                                | Народна пјесма                                                  |                                             |
| Песме незадовољника и роба                                    | Нестор Жучни                                                    |                                             |
| Срце и душа                                                   | Нестор Жучни                                                    |                                             |
| Ове речи бише писане на мраморном стубу на Косову Пољу        | Непознати аутор                                                 | крај XIV века или почетак XV века           |
| Ој војводо Синђелићу                                          | Непознати аутор                                                 |                                             |
| Ко то каже, ко то лаже                                        | Непознати аутор                                                 |                                             |
| Ми смо стобом Карађорђе Петровићу                             | Непознати аутор                                                 |                                             |
| Ој Србијо, лепотице                                           | Непознати аутор                                                 |                                             |
| Српска се труба с Косова чује                                 | Непознати аутор                                                 |                                             |
| Знаш ли одакле си сине                                        | Непознати аутор                                                 |                                             |
| Републико Српска наша                                         | Непознати аутор                                                 |                                             |
| Нико нема што Србин имаде                                     | Непознати аутор                                                 |                                             |
| Златна круна цара Душана                                      | Непознати аутор                                                 |                                             |
| Чуј Душане тебе Срби зову                                     | Непознати аутор                                                 |                                             |
| Хајте, хајте Срби устајте                                     | Непознати аутор                                                 |                                             |
| Бели орао                                                     | Непознати аутор                                                 |                                             |
| За Србију и слободу                                           | Непознати аутор                                                 |                                             |
| Химна слободе                                                 | Непознати аутор                                                 |                                             |
| Завет браће Југовића                                          | Непознати аутор                                                 |                                             |
| Косовски покличи                                              | Непознати аутор                                                 |                                             |
| Потпоручник Дуле                                              | Непознати аутор                                                 |                                             |
| Где је српска Војводина                                       | Непознати аутор                                                 |                                             |
| Устани Свети Саво                                             | Непознати аутор                                                 |                                             |
| Што ћутиш Србине брате                                        | Непознати аутор                                                 |                                             |
| Низамски растанак                                             | Непознати аутор                                                 |                                             |
| Ја сам рођен тамо на салашу                                   | Непознати аутор                                                 |                                             |
| Зови, само зови                                               | Непознати аутор, 19. вијек                                      |                                             |
| Отечество моје                                                | Непознати грађански песник                                      |                                             |
| Старој години 1840.                                           | Никанор Грујић                                                  | 1841.                                       |
| Питање родољуба                                               | Никола Боројевић                                                |                                             |
| Српски син                                                    | Никола Боројевић                                                |                                             |
| Обилић                                                        | Никола Боројевић                                                | 1843.                                       |
| Драгуљ са Врачара                                             | Никола Урошевић                                                 |                                             |
| Онамо, ’намо!                                                 | Никола I Петровић Његош                                         | 1867.                                       |
| Недељко                                                       | Огњеслав Утјешеновић Острожински                                | 1860.                                       |
| Србија                                                        | Оскар Давичо                                                    |                                             |
| Сужањ поробљеној отаџбини                                     | Оскар Давичо                                                    |                                             |
| И крв...                                                      | Оскар Давичо                                                    | 1950.                                       |
| У спомен на тамновање Светозара Марковића                     | Оскар Давичо                                                    | 1950.                                       |
| Јунаци са Кошара                                              | отац Милутин Попадић                                            | 2016. (текст)                               |
| Туговање за Србијом                                           | Павле Поповић Шапчанин                                          | 1847.                                       |
| Повесно слово о кнезу Лазару                                  | патријарх Данило III                                            | XIV век                                     |
| Србија                                                        | Петар Пајић                                                     |                                             |
| Посвета праху оца Србије                                      | Петар II Петровић Његош                                         |                                             |
| Сабљи бесмртнога вожда (књаза) Карађорђа                      | Петар II Петровић Његош                                         |                                             |
| Поздрав штиту Србобрана                                       | Петар II Петровић Његош                                         |                                             |
| Креће се лађа француска                                       | пеш. пуковник Бранислав Милосављевић                            | 1922.                                       |
| Црни врху крају од Србије                                     | Предраг Гојковић Цуне                                           | 1970.                                       |
| Јеремија пали топа                                            | Предраг Живковић Тозовац                                        |                                             |
| Оро кликће са висине/Слава Србину                             | прота Васа Живковић                                             |                                             |
| Радо Србин иде у војнике                                      | прота Васа Живковић (тект), Јосиф Руњанин (композитор)          |                                             |
| Гроб Обилића                                                  | прота Васа Живковић                                             |                                             |
| Ми смо с тобом Карађорђе Петровићу                            | протођакони Влада Микић и Радомир Перчевић                      | 1989.                                       |
| Светлу победу показаше                                        | Раваначанин II                                                  | XIV век                                     |
| Бог је родом из Србије                                        | Раде Вучковић                                                   | 1996.                                       |
| Песник и домовина                                             | Раде Драинац                                                    |                                             |
| Дах Земље                                                     | Раде Драинац                                                    |                                             |
| Крвави круг слободе                                           | Раде Драинац                                                    |                                             |
| Opus No 111                                                   | Раде Драинац                                                    |                                             |
| Волимо те отаџбино наша                                       | Радивоје Радивојевић                                            | 1997.                                       |
| Задушница                                                     | Рајко Петров Ного                                               |                                             |
| Велмошка молитва                                              | Ранко Младеновић                                                |                                             |
| За њу!                                                        | Растко Петровић                                                 |                                             |
| Недалеко од реке Расине                                       | Ратомир Ивановић (текст)                                        | 1989.                                       |
| Републико Српска                                              | Роки Вуловић                                                    |                                             |
| Српска пешадија                                               | Саша Петровић                                                   |                                             |
| Све ће добро бити                                             | Свети владика Николај Велимировић                               |                                             |
| Пријатељство пријатељству                                     | Сима Милутиновић Сарајлија                                      | 1899                                        |
| Стари ратници                                                 | Сима Пандуровић                                                 |                                             |
| Београд у ропству                                             | Сима Пандуровић                                                 |                                             |
| Кадињача                                                      | Славко Вукосављевић                                             |                                             |
| Земљи                                                         | Слободан Марковић Либеро                                        | 1950                                        |
| Стојанка мајка Кнежепољска                                    | Скендер Куленовић                                               |                                             |
| Марш на Дрину                                                 | Станислав Бинички (композиција) и Милоје Поповић Каваја (текст) | 1914/1964.                                  |
| Визије пред Скадром                                           | Станислав Винавер                                               |                                             |
| Из спјева „Немања”                                            | Станислав Винавер                                               |                                             |
| Отаџбини                                                      | Станислав Винавер                                               |                                             |
| Света Петка у Охриду                                          | Станислав Винавер                                               |                                             |
| Ој, облаци                                                    | Стеван Владислав Каћански                                       |                                             |
| Ој, стани певче                                               | Стеван Луковић                                                  |                                             |
| Мир                                                           | Стеван Раичковић                                                |                                             |
| Ода на Србље                                                  | Стефан Стефановић                                               |                                             |
| Ноћ пред полазак                                              | Танасије Младеновић                                             |                                             |
| Вечерњи разговор                                              | Танасије Младеновић                                             |                                             |
| Почетак буне против дахија                                    | Филип Вишњић                                                    |                                             |
| Србија на истоку, Светозару Марковићу                         | Чедомир Миндеровић                                              | 1958.                                       |